# Gösta Gerdsiö

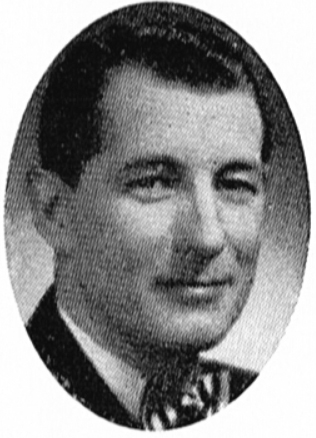
Gösta Gerdsiö

Erik Gösta Gerdsiö, född 21 december 1904 i Stockholm, död 9 april 1989 i Borgholm, var en svensk arkitekt. 
Gösta Gerdsiö var son till verkmästare Gustaf Wilhelm Gerdsiö och Esther Westerberg. Han blev student vid Lidingö läroverk 1923 och utexaminerades från Tekniska skolan, Byggnadsyrkesskolan, i Stockholm 1926 och från Kungliga Tekniska högskolan 1933. Han var anställd hos arkitekt Josef Östlihn i Stockholm 1927–1929, hos arkitekt Denis Sundberg i Umeå 1933–1935, hos arkitekt Nils Einar Eriksson i Göteborg 1935–1936, privatpraktiserande arkitekt i Kalmar från 1936 och stadsarkitekt i Nybro stad 1937–1946. Han var sekreterare i Kalmar teknologklubb från 1944.

## Verk i urval
- Kalmar Chokladfabrik, 1940[1]

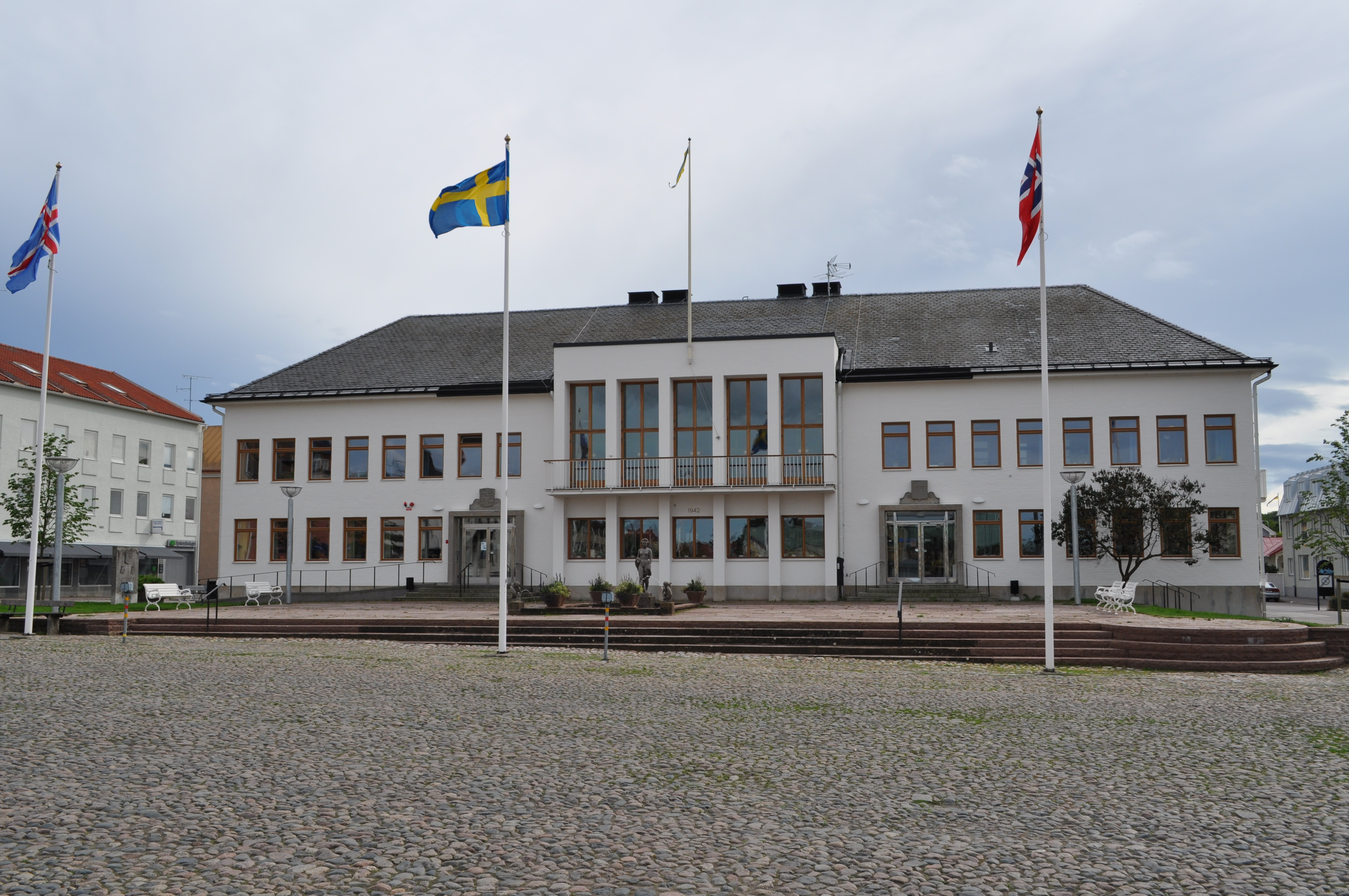
Borgholms stadshus

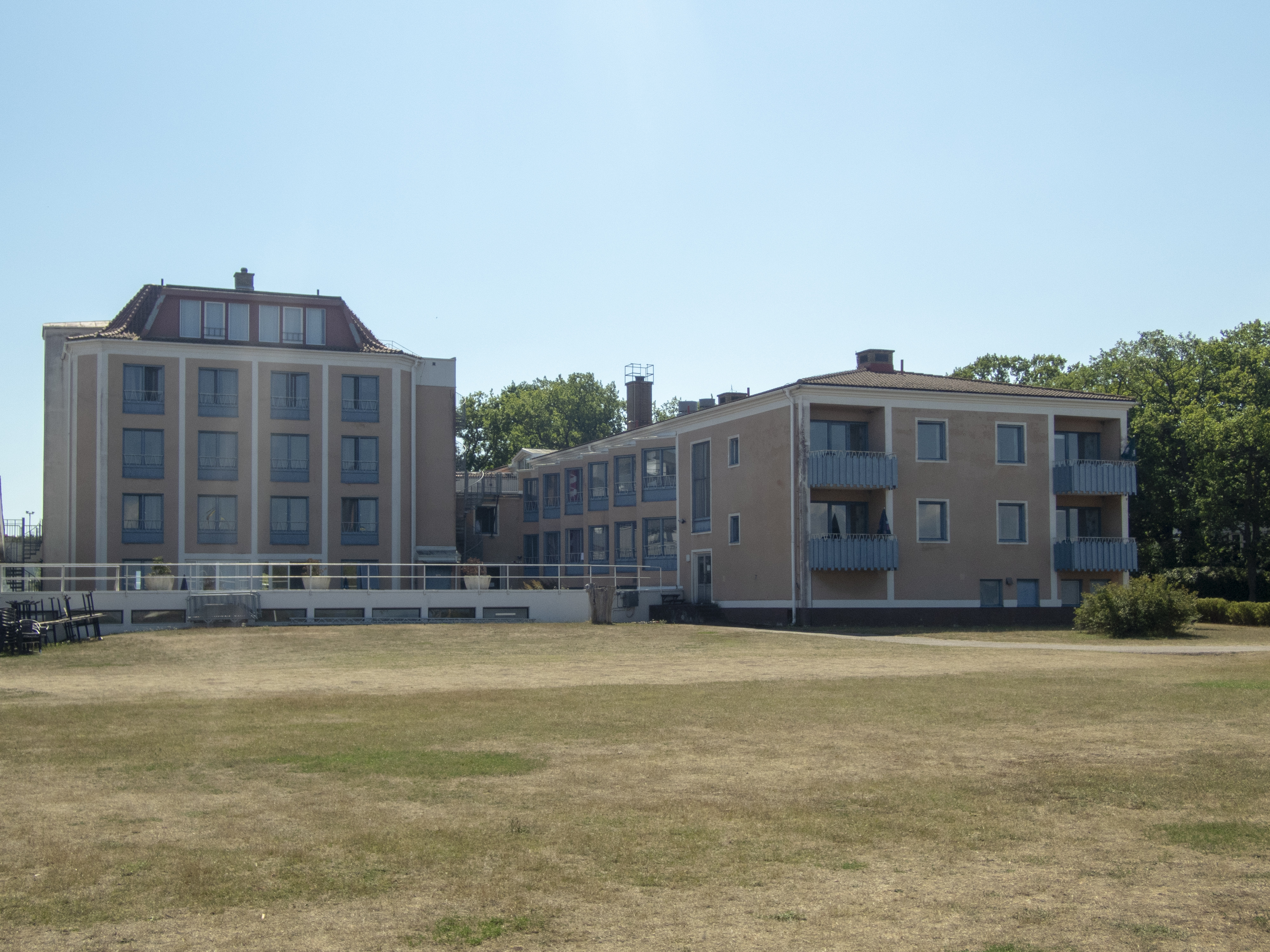
Strand hotells äldre del

- Kalmarhemshuset, Larmtorget 8, Kalmar
- Borgholms stadshus, 1942[2][3]
- Strand Hotell Borgholm, 1952[4]
- Flerfamiljshus Erik Dahlbergs väg 7 - Axel Weüdels gata 3, Kalmar, 1953-1955.
- Tillbyggnad av stadshotellet, Kalmar, 1954.
- Turistbyrå, envåningspaviljong, Ölandshamnen 1957.
- Butiks- och kontorshus, Larmgatan 30-36 - Fiskaregatan 2, Kalmar, 1957-1959.
- Kontors- och bostadshus, Unionsgatan 21, Kalmar, 1960-1962.
- Kontorshus Fabriksgatan 30 - Norra vägen 37,  Kalmar, 1965-1967.
- Butiks- och kontorshus, Storgatan 18,  Kalmar, 1972-1974.
- Kontorshus, Storgatan 17,  Kalmar, 1972-1974.
- Till- och ombyggnad av pastorsexpedition,Kalmar, 1972-1973 och flyttning av Areskogska huset 1970 (tillsammans med Ulf Liedström).
- Vagnhall till brandstationen, Södra Kanalgatan 2,  Kalmar, 1972-1974.